# 해리 우즈

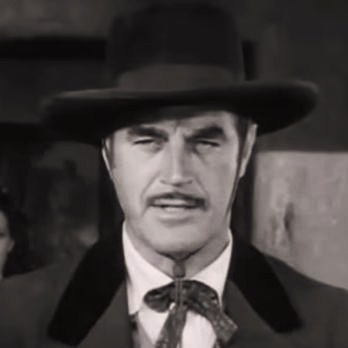

해리 우즈(Harry Woods, 1889년 5월 5일 ~ 1968년 12월 28일)는 미국의 배우이다.
클리블랜드에서 태어났으며 로스앤젤레스에서 사망하였다.

## 영화
- 딜론 보안관 (1955년)
- 오명의 목장 (1952년)
- 레츠 댄스 (1950년)
- 마천루 (1949년)
- 콜로라도 테리토리 (1949년)
- 황색 리본을 한 여자 (1949년)
- 어 소던 양키 (1948년)
- 디자이어 미 (1947년) - 조셉 역
- 캔트 헬프 싱잉 (1944년)
- 당당하게 (1944년)
- 립 더 와일드 윈드 (1942년)
- 머나먼 항해 (1940년)
- 보 게스티 (1939년)
- 철가면 (1939년)
- 쓰루브레드 돈 크라이 (1937년)
- 평원의 사나이 (1936년)
- 원더 바 (1934년)
- 더 월드 체인지 (1933년) - 샘 역
- 더 프라이즈파이터 앤 더 레이디 (1933년)
- 투 세컨드 (1932년)
- 나는 탈옥수 (1932년)
- 펄미 데이즈 (1931년)
- 몽키 비지니스 (1931년)